# 假面骑士KABUTO
《假面騎士KABUTO》（原題：仮面ライダーカブト），是由日本東映製作《假面騎士系列》的第7部平成系列特攝作品。於2006年（平成18年）1月29日至2007年1月21日期間每週日上午8時在朝日電視台首播。
本作也是假面騎士系列誕生35週年紀念作品，往後六年內系列最後一部連續劇手法敍事作品。劇中新穎CG特效呈現超加速畫面、人物塑造採取王道風格、美食料理橋段不絕，讓觀眾津津樂道。

## 作品特色
- 本作是《假面騎士系列》誕生35週年紀念作。
- 本作繼《假面騎士顎門》後，東映第二部為紀念《假面騎士系列》誕生的電視劇集作品。
- 平成前期最後一次以連續劇手法敍事，往後要等到2013年的《假面騎士鎧武》。
- 人物設定採取王道路線，料理對決、美食品嚐作為經常情節，官方網站更會每週上載食譜。
- 因應前作《假面騎士響鬼》色彩過於迥異，既不叫好也不叫座，因此在白倉伸一郎重新接掌製作後，本作回歸平成系列原點，包括採用昆蟲造型設計[1]，並加入昭和假面騎士呼叫必殺技名稱的傳統。
- 風格與《假面騎士555》相似：角色個性鮮明，傾向描繪人性複雜面（偏成人向），著眼於「人類與怪人的情感」，假面騎士設定具有機械科技感，變身裝置皆由巨大企業開發，背後暗隱黑幕，假面騎士之間各為其主時敵時友，部分為擁有複數資格的變身者。
- Clock Up 為本作最大賣點：由於異蟲擁有難以肉眼辨認的高速移動能力，假面騎士亦配備了相對應的超高速戰鬥系統，動作場面大量運用CG特效，仿效《The Matrix》般的拍攝手法，即以周遭事物的 Slow Motion 緩慢流動 (例如汽車、雨點)，突顯假面騎士超速戰鬥的質感效果。
- 假面騎士設定獨家創意：包括Zecter 昆蟲儀 變身器會自動飛行，並挑選適格對象；嵌入裝置不僅限Rider Belt 腰帶 ，也有Rider Brace 手環、Rider Grip 槍座、Rider Yaiver 劍、Rider Buckle 帶扣；破繭爆甲Cast Off 才會切換為超速戰鬥形態等[2]。
- 怪人設定新嘗試：包括怪人來源多於一族物種；異蟲被消滅時爆炸的火焰為自身的代表顔色[3]。
- 本作是《平成假面騎士系列》繼《假面騎士龍騎》之後第二次設定主角假面騎士只有1個強化形態。

## 故事概要
1999年（平成11年）10月19日（1990年代末），巨大隕石突然向地球飛來，落下並直接擊中日本澀谷，週圍地區因此毀滅，傷亡慘重，稱為「涉谷隕石事件」。7年後的現在（2006年（平成18年）（2000年代中期（21世紀（3千紀）））），涉谷仍未復興，並持續封鎖中。只是災難並未就此結束，一切才剛開始。
隕石落下後，不明宇宙生物擬態成人類活動於城市中，不斷殺害人類並繁殖，造成人們的恐慌。為了消滅這些被稱為異蟲（Worm）的生物，人類組成了一個祕密組織ZECT。但由於異蟲擁有難以肉眼辨認的高速移動能力「Clock Up」，ZECT一再戰敗。最後的希望只剩下未及完成的武裝系統Masked Rider System（假面騎士系統）。如果有能夠裝備這套系統，並運用自如的人出現，那麼ZECT就能得到足夠的力量和異蟲對抗。
某天，ZECT的實習隊員加賀美新，遇見了一個自稱「行天之道，總司一切（行走天之道，掌管世間一切）」（天の道を往き、総てを司れ!）的奇怪男子。此人名為天道總司。對於他如此桀傲不馴的態度，加賀美感到驚愕而困惑。
異蟲再度出沒，ZECT隊員們被逼入絕境。目睹苦戰的同伴，加賀美決心要成為騎士而戰。但是，從空中飛來的Masked Rider System核心「Kabuto Zector」，卻飛到了忽然出現的天道手中。
把從童年時就得到的腰帶與Kabuto Zector組合在一起，天道在一瞬間被獨角仙外型的裝甲服包住身體，輕而易舉的打倒異蟲，假面騎士Kabuto 就此誕生。
但是，對於不過是一介平民，而且非組織成員的天道，ZECT判定他沒有資格成為Kabuto的裝備者，並委託接連誕生的新騎士們，抹殺假面騎士Kabuto適任者天道總司。
天道總司能否憑自己一個人的力量守護一切？逐漸明朗化的世界真相又是如何？

## 用語

### Cast Off
「蛻殻」。原本是WORM從一般「雜兵」型態轉化成特殊型態的過程。因為假面騎士系統是模仿WORM的力量，所以也有相同的過程。
騎士必須邊喊著「Cast Off!」邊啟動Zecter上的開關，當Zecter回應同樣的命令之後，就會卸除騎士身上的裝甲，從形態變成騎士形態。
飛脫出去的裝甲，有時候還可以傷敵。

### Clock Up
「超速模式」。啟動之後，能夠以超越人類肉眼可以看見的速度行動。這本來是WORM的能力，所以一般人類無法與之對抗，只有裝備了騎士系統的人類可以有相同的能力。
同《假面騎士555》的 Axel Form（加速型態）不一样，是沒有時間限制的，只会消耗使用者體力，体力到極限或使用者想停止Clock Up狀態時，恢复到正常的速度，當Clock Up停止後，腰带自動發出「Clock Over」的音效。

### Put On
「裝甲」，將「Cast Off」時蛻飛出去的裝甲重新裝嵌騎士身上，可以局部復原。

### 變身器 (Zecter)
名稱譯作昆蟲儀。
ZECT所開發的人工騎士系統，與嵌入裝置結合之後可以讓變身器合資格者變身為騎士。
以不同的昆蟲型態呈現，有自我意識，會選擇適當的人。在接受呼喚的時候，迎向資格者。在迎向資格者的途中通常會偷襲異蟲。

### 變身裝置
即Zecter嵌入／結合器，一律統稱騎士腰帶。
設定款式計有：腰帶(Belt)、手環(Brace)、槍柄(Grip)、劍(Yaiver)、帶扣(Buckle)等。
腰帶樣式分為試作型與正式型。
| 種類                       | 簡介 | 例子                                                                                  |
| Rider Belt（正式型腰帶）   | 腰帶右側按鈕為Clock Up啟動鈕；腰帶中央為Zecter嵌槽；腰帶左側為Hyper Zecter嵌槽。 | - Kabuto Zecter - Gatack Zecter - Dark Kabuto Zecter                                  |
| Rider Buckle（試作型腰帶） | 腰帶左右側並無設計Clock Up啟動鈕及Hyper Zecter嵌槽，腰帶中央的Zecter嵌槽為盒蓋式。 | - KickHopper Zecter - PunchHopper Zecter                                              |
| Brace Brace（騎士手環）    | 手環中央的嵌槽為Zecter嵌槽，當變身完騎士後會有騎士腰帶，騎士腰帶右側按鈕為Clock Up鈕，左側為Hyper Zecter嵌槽，TV及劇場版並未提及。 | - TheBee Zecter - Kabutech Zecters - Caucasus Zecter - Hercus Zecter - Ketaros Zecter |
| Rider Grip（騎士槍柄）     | 與一般變身器不同的是，與Zecter鎗頭的結合方式為待Zecter進入Zecter夾器，非Zecter嵌槽。 與TheBee Zecter一樣，變身完騎士後會有騎士腰帶，手把夾器左側的C鈕為Clock Up啟動鈕，腰帶左側為Hyper Zecter嵌槽，與TheBee Zecter一樣，TV及劇場版並未提及。 | - Drake Zecter                                                                        |
| Rider Yaiver（騎士劍刃）   | 護手部分的嵌槽為Zecter嵌槽。 與TheBee Zecter、Drake Zecter一樣，變身完後會有騎士腰帶，騎士腰帶右側按鈕為Clock Up啟動鈕，左側為Hyper Zecter嵌槽，與TheBee Zecter、Drake Zecter一樣，TV及劇場版並未提及。                                      | - Sasword Zecter                                                                      |

### 超越形態（詳細）

#### Hyper Cast Off
當Hyper Zecter裝備在騎士身上時，騎士喊著「Hyper Cast Off」後拉動Hyper-Zecter上的開關，即可啟動超越形態（Hyper Rider Form），處於騎士形態的騎士身上的裝甲會有所變化。
電視版中只有Kabuto可變身為HyperKabuto。
在假面騎士Kabuto特別篇-「誕生！Gatack Hyper Form」中，Gatack亦可變身成HyperGatack。

#### Hyper Clock Up
當騎士Hyper Cast Off後，才可啟動Hyper Clock Up，Hyper Clock Up的速度比一般Clock Up更快，更可以穿越時空。天道亦曾經透過Hyper Clock Up救回原本被Worm擊殺的加賀美。
結束後，會復原為超越形態並發出"Hyper Clock Over"的語音。

### 假面骑士

#### 假面形態
假面形態（マスクドフォーム，Masked Form），是假面骑士的第一種形態。
為重視力量的重裝甲形態，在此形態下無法使用Clock Up和必殺技。Hopper系列和劇場版登場的所有騎士都會跳過此形態而直接變成騎士形態。

#### 騎士形態
騎士形態（ライダーフォーム，Rider Form），是假面骑士經過 Cast Off 變身而成的第二種形態。
可使用Clock Up與必殺技，必殺技類型因騎士而異，共通點都是名稱會以「Rider」為開頭。

#### 超越形態
超越形態（ハイパーフォーム，Hyper Form），是假面骑士Kabuto、Gatack利用Hyper Zecter進行 Hyper Cast Off 而成的第三種形態。
詳細內容請參考超越形態（詳細）。

#### 紅舞鞋系統
天道總司的親生父親，日下部當初開發騎士系統時，為了避免騎士系統被利用，而暗中開發紅舞鞋裝置。
開啟裝置後，會不分敵我、異蟲還是原蟲一律攻擊，操作者也控制不了的爆走狀態。（第36話）

## 登場假面騎士
本作的假面騎士都是透過使用ZECT提供的變身器(Zecter)，再將Zecter嵌入專用的腰帶、手環、槍、劍後變身而成的。
基本共通點為擁有至少2個形態(假面形態/Masked Form和騎士形態/Rider Form),並擁有在2個形態互相轉換的能力(從假面形態轉成騎士形態為Cast Off;反過來為Put On)、以及擁有名為Clock Up的超高速活動能力。

### 假面騎士 甲鬥王
變身者：天道總司（替身演員：高岩成二、CV：水嶋宏）
原文： / Masked Rider Kabuto
是ZECT為了與異蟲對抗而投入研發的秘密兵器，是本作第一個登場的假面騎士。
根據騎士驅動腰帶所認定的合資格者而飛來的Kabuto Zecter進行變身。
合資格者：無論何時都行天之道、總司一切的品格。
代表昆蟲是獨角仙，基本顏色是紅色，第1集登場。

#### 結構
| 結構名稱 | 簡介 |
| 頭部     |      |
| 肩部     |      |
| 胸/背部  |      |
| 手部     |      |
| 腳部     |      |
| 全身     |      |

#### 變身模式
| 型態名稱             | 簡介 | 外觀                                                         | 能力 | 必殺技 |
| Masked Form 假面形態 | 劇中的主要形態之一，使用Kabuto Zecter變身的形態。 身高：185cm 體重：156kg 拳擊力：8t 腳踢力：10t 跳躍力：一跳達30m 行動速度：100m需時8.9秒                                              | 以獨角仙蛹為原型，以銀色和紅色為主。                         | 標準攜行武器為Kabuto Kunai Gun，能因應狀態變化為三個型態（槍模式、斧模式和短劍模式）來加以使用。 Cast Off後轉至Rider Form。 | - |
| Rider Form 騎士形態  | 劇中的主要形態之一，Masked Form進行Cast Off後變成的形態。 身高：191cm 體重：87kg 拳擊力：3t 腳踢力：7t 跳躍力：一跳達50m 行動速度：100m需時5.8秒（通常時間時）                          | 獨角升起，擁有複眼。全身以紅色和黑色為主。                   | 可以使用Clock Up。 | Rider Kick 所屬的騎士踢。背向敵人，在腰帶上的Zecter上按下三個按鍵，Zecter會回覆「One， Two， Three」的語音，然後把角推回原型後再把角推回至另一旁，最後就可以宣告「Rider Kick」，在Zecter讀出「Rider Kick」的同時，會類似充電一樣讓電流（能量）由腰帶傳輸到Kabuto的角，並且發光眼睛，再傳輸到右腳。然後在對方接近時轉身踢出的高迴旋踢（Roundhouse Kick），亦可因不同情況下亦可使出飛踢（33，37，43及44話）。 |
| Hyper Form 超越形態  | 在第34集首次登場 使用Hyper Zecter進行Hyper Cast Off後變成的形態。 身高：194cm 體重：96kg 拳擊力：10t 腳踢力：15t 跳躍力：一跳達365m 行動速度：100m需時4.2秒（通常時間時)(加速後0.012秒) | 頭上獨角變大，胸前裝甲變得更具科幻感。全身以紅色和銀色為主。 | 可以使用Hyper Clock Up。 第37話得到Hyper Form的專用武器Perfect Zecter。可以將其他的Zecters（TheBee、Drake、Sasword Zecter）組合在劍上，發揮岀各個Zecter的特殊武力。更甚者，可以將所有Zecter的力量結合，發揮出Hyper等級的特殊攻擊。 | - 必殺技1 Hyper Kick 所屬的騎士踢。Hyper Clock Up再「Maximum Rider Power」後Rider Kick就踢出飛踢（Flying Side Kick）。 - 必殺技2 Maximum Hyper Typhoon 所屬的騎士斬。在Perfect Zecter劍模式，TheBee Zecter、Drake Zecter、Sasword Zecter飛入裝於劍身，依序按壓紅色、黃色、水色及紫色按鈕集合能量後，劍身被超巨大光子刃包圍，通過斬擊消滅對方。 - 必殺技3 Maximum Hyper Cyclone 所屬的騎士射擊。在Perfect Zecter槍模式，TheBee Zecter、Drake Zecter、Sasword Zecter飛入裝於劍身，依序按壓紅色、黃色、水色及紫色按鈕集合能量後，把能量射出，並附帶旋風效果，對消滅大範圍異蟲尤其有效。 - 必殺技4 Hyper Blade 在Perfect Zecter劍模式，按壓Perfect Zecter的紅色按鈕，啟動Kabuto Power進行斬擊。 - 必殺技5 Hyper Sting 在Perfect Zecter劍模式，TheBee Zecter飛入裝於劍尖，按壓Perfect Zecter的黃色按鈕，啟動TheBee Power，射出佈滿能量的TheBee Zecter進行刺擊。 - 必殺技6 Hyper Shooting 在Perfect Zecter槍模式，Drake Zecter飛入裝於槍身(劍身前端的正面)，按壓Perfect Zecter的水色按鈕，啟動Drake Power，進行光彈射擊，光彈未命中目標時，會分散數道能量追擊對手。 - 必殺技7 Hyper Slash 在Perfect Zecter劍模式，Sasword Zecter飛入裝於劍身前端的背面，按壓Perfect Zecter的紫色按鈕，啟動Sasword Power進行數道斬擊。 |

#### 專屬武裝
- Kabuto Kunai Gun

擁有Zecter啟動的槍、短劍、斧頭。Masked Form和Rider Form常用武器。
- Perfect Zecter

在得到Hyper Zecter之後，天道又因此在第37話得到Perfect Zecter。是Hyper Form專用武器。有劍模式及槍模式。

#### 必殺技
Rider Kick
騎士形態的必殺技。背向敵人，然後在對方接近時轉身踢出的高迴旋踢（Roundhouse Kick），有別於以往假面骑士的飛身踢擊，但因應不同情況下仍可使出飛踢。要使用騎士踢，必須在腰帶上的Zecter上按下三個按鍵，Zecter會回覆「One, Two, Three」的語音，然後把Zecter的角推到左側成原型後，再把角拉回至右側，自我宣告「Rider Kick」，在Zecter讀出「Rider Kick」後，會類似充電一樣讓電流（能量）由腰帶傳輸到Kabuto的角，並且發光眼睛，再傳輸到右腳。接著，就可以使用Rider Kick。
Hyper Kick
超越形態的必殺技。在Hyper clock up狀態，下旋Hyper Zecter的觸角後回覆「Maximum Rider Power」的語音，同樣在腰帶上的Zecter上按下三個按鍵，Zecter回覆「One, Two, Three」的語音，然後把Zecter的角推到左側成原型後，再把角拉回至右側，自我宣告「Hyper Kick」，在Zector讀出「Rider Kick」後，飛身而出進行飛踢（Flying Side Kick）。
配合Perfect Zecter劍模式使用的必殺技：
Hyper Blade
按壓Perfect Zecter的紅色按鈕，啟動Kabuto Power進行斬擊。
Hyper Sting
TheBee Zecter飛入裝於劍尖，按壓Perfect Zecter的黃色按鈕，啟動TheBee Power，射出布滿能量的TheBee Zecter進行刺擊。
Hyper Axe
劇中未使用，啟動Drake Power的攻擊。
Hyper Slash
Sasword Zecter飛入裝於劍身前端的背面，按壓Perfect Zecter的紫色按鈕，啟動Sasword Power進行數道斬擊。
Maximum Hyper Typhoon
TheBee Zecter、Drake Zecter、Sasword Zecter飛入裝於劍身，依序按壓紅色、黃色、水色及紫色按鈕集合能量後，劍身被超巨大光子刃包圍，通過斬擊消滅對方。
配合Perfect Zecter槍模式使用的必殺技：
Hyper Cannon
劇中未使用，啟動Kabuto Power的攻擊。
Hyper Laser
劇中未使用，啟動TheBee Power的攻擊。
Hyper Shooting
Drake Zecter飛入裝於槍身(劍身前端的正面)，按壓Perfect Zecter的水色按鈕，啟動Drake Power，進行光彈射擊，光彈未命中目標時，會分散數道能量追擊對手。
Hyper Wave
劇中未使用，啟動Sasword Power的攻擊。
 Maximum Hyper Cyclone
TheBee Zecter、Drake Zecter、Sasword Zecter飛入裝於劍身，依序按壓紅色、黃色、水色及紫色按鈕集合能量後，把能量射出，並附帶旋風效果，對消滅大範圍異蟲尤其有效。

#### 交通工具
Kabuto Extender
原型車種：ホンダ・CBR1000RR。
電單車和Kabuto一樣能Cast Off和Clock Up。使出Rider Kick時，前方的角會展開，加快Kabuto的速度。（第10話）
| 形態名稱    | 簡介                                                              | 外觀 | 能力及備註                            |
| Masked Mode | 全長：2020mm 全高：1170mm 全幅：700mm 速度：410km/h               |      |                                       |
| Ex Mode     | 全長：3090㎜ 全高：1170㎜ 全幅：700㎜ 速度：900km/h（通常時間時） |      | Masked Mode進行Cast Off後變成的形態。 |

### 假面騎士 旋蜂王
假面騎士 TheBee（仮面ライダーザビー，Masked Rider TheBee）。
變身者：矢車想（第7-9話、劇場版）、影山瞬（第13-33話，第44話）、加賀美新（第10-12話）、三島正人（第16話）
是ZECT以消滅Kabuto為任務而開發的第二個登場的假面騎士。
TheBee Zecter會選擇合群、保護同伴及能為同伴犠牲的人作為合資格者。
由於人物性格上的改變導致產生多位TheBee的合資格者，參考TheBee 合資格者的演變。
最後使用TheBee Zecter變身的是影山瞬（出現在第44話保護Area Z戰事中），但最終因為不願與Gatack合作而被摒棄。
代表昆蟲是黃蜂，基本顏色是黃色，第7集登場。
完全無人獨自使用的兩個懸空假面騎士之一。（三島正人在第16話是強行抓住TheBee Zecter而變身，非正式變身者）

#### 變身模式
| 型態名稱             | 簡介 | 外觀                                         | 能力                       | 必殺技 |
| Masked Form 假面形態 | 劇中的主要形態之一，使用TheBee Zecter變身的形態。 身高：180cm 體重：100kg 拳擊力：16t 腳踢力：19t 跳躍力：一跳達50m 行動速度：100m需時6秒                        | 以黃蜂蛹為原型，沒有複眼，以銀色和黃色為主。 | Cast Off後轉至Rider Form。 | - |
| Rider Form 騎士形態  | 劇中的主要形態之一，Masked Form進行Cast Off後變成的形態。 身高：186cm 體重：83kg 拳擊力：3.5t 腳踢力：8.4t 跳躍力：一跳達70m 行動速度：100m需時4秒（通常時間時） | 擁有複眼。全身以黃色和黑色為主。             | 可以使用Clock Up。         | Rider Sting 在騎士按了TheBee Zecter的按鍵後，TheBee就可以宣告「Rider Sting」，會類似充電一樣讓電流（能量）由TheBee Zecter傳輸到鬥蜂角，並且發光眼睛，再傳輸到左手。擊中敵人後即注入破壞原子的粒子強化破壞的力量，其破壞力達17t。 |

#### 專用電單車
Machine Zectron
原型車種：ホンダ・CBR1000RR。
在前方的擋風玻璃印有TheBee的標誌。
- 全長：2070mm
- 全高：1160mm
- 全幅：740mm
- 速度：400km/h

#### TheBee 合資格者的演變
第一代：矢車想，於第7集中正式登場。後來因為與Kabuto對決時求勝心切，無視影子小隊隊員安危，因而失去資格（第9集）。
第二代：加賀美新，於第9集接替矢車成為TheBee的隊長。因為知道身為TheBee便要負起消滅Kabuto的責任，於是放棄資格（第10集）。
第三代：影山瞬，於第13集之後一直以影子小隊隊長的身份為ZECT效命，直到於第33集被KickHopper（矢車想）打敗為止（第44集再次變身，但被打倒後再次失去資格）。
特殊：三島正人，影山在任的時候，為了傳達不懂戰鬥的影山戰鬥的方式，ZECT的三島正人曾經撿起並嵌上騎士手環使用粗暴的手法捉住TheBee Zecter強行變身（第16集）。
劇場版中TheBee的變身者為為矢車想。

### 假面騎士 雷蜓王
假面騎士 Drake（仮面ライダードレイク，Masked Rider Drake）。
合資格者：享愛自由
風間大介利用Drake Zecter變身而成的第三個登場的假面騎士。
代表昆蟲是蜻蜓，主要使用的武器是槍，基本顏色是水色，第11集登場。
其假面形態擁有全部ZECT騎士當中最高的防禦力。

#### 變身模式
| 型態名稱             | 簡介 | 外觀                                 | 能力                       | 必殺技 |
| Masked Form 假面形態 | 劇中的主要形態之一，使用Drake Zecter變身的形態。 身高：185cm 體重：96kg 拳擊力：19t 腳踢力：21t 跳躍力：一跳達80m 行動速度：100m需時5秒                      | 以蜻蜓蛹為原型，，以銀色和水色為主。 | Cast Off後轉至Rider Form。 | - |
| Rider Form 騎士形態  | 劇中的主要形態之一，Masked Form進行Cast Off後變成的形態。 身高：192cm 體重：82kg 拳擊力：4t 腳踢力：8t 跳躍力：一跳達68m 行動速度：100m需時4秒（通常時間時） | 擁有複眼。全身以水色和黑色為主。     | 可以使用Clock Up。         | Rider Shooting 當騎士將Zecter羽翼接疊及拉後（羽翼變成描準器）再拉了後方一個槍機之後，Drake就可以宣告「Rider Shooting」，會類似充電一樣讓電流由Zecter傳輸到疾蜓的角，並且眼睛發光，再傳輸到槍。 |

#### 道具
變身槍（Cast Off後可連環發射）。

#### 專用電單車
Machine Zectron
原型車種：ホンダ・CBR1000RR。
在前方的擋風玻璃更印有Drake的標誌。
全劇只出現過一次。

### 假面騎士 劍蠍
假面騎士 Sasword（仮面ライダーサソード，Masked Rider Sasword）。
合資格者：凡事以「頂點」作準則。
神代劍（一個沒落貴族子弟）利用Sasword Zecter變身而成的第四個登場的假面騎士。
代表動物是蠍子，主要使用的武器是劍，基本色是紫色，第19集登場。

#### 變身模式
| 型態名稱             | 簡介 | 外觀                                         | 能力                                     | 必殺技 |
| Masked Form 假面形態 | 劇中的主要形態之一，使用Sasword Zecter變身的形態。 身高：183cm 體重：150kg 拳擊力：22t 腳踢力：23t 跳躍力：一跳達70m 行動速度：100m需時7.4秒                     | 以蠍子蛹為原型，沒有複眼，以銀色和紫色為主。 | Cast Off後轉至Rider Form 可以放出毒液 。 | - |
| Rider Form 騎士形態  | 劇中的主要形態之一，Masked Form進行Cast Off後變成的形態。 身高：192cm 體重：93kg 拳擊力：4t 腳踢力：8.2t 跳躍力：一跳達83m 行動速度：100m需時4.2秒（通常時間時） | 擁有複眼。全身以紫色和黑色為主。             | 可以使用Clock Up。                       | Rider Slash 把Zecter按一次後再推銨回後，就可以宣告「Rider Slash」，攻擊方法有二： - 一，衝到敵方揮刀連斬敵方三下； - 二，向敵方揮刀，發出數個衝撃波。 |

#### 道具
變身劍。
大量的動力電纜（只限Masked Form）。全身的動力電纜在不斷輸送雙肩共有500ml毒液。可以像觸手束縛對手，只有Cast Off可以破解。

#### 專用電單車
Machine Zectron
原型車種：ホンダ・CBR1000RR。
在前方的擋風玻璃更印有Sasword的標誌。
全劇只出現過一次。

### 假面騎士 鋼鬥王
假面騎士 Gatack（仮面ライダーガタック，Masked Rider Gatack）。
變身者：加賀美新（替身演員：伊藤慎、CV：佐藤祐基）
ZECT的直屬假面騎士，能力亦相對高強。雖然按照登場時序是第五位登場的假面騎士，但其實是本作的第二騎士。
合資格者：無論何時都勇往直前的品格。合資格者是加賀美新。第五個登場的假面騎士。
代表昆蟲是鍬形蟲，主要使用的武器是肩上炮（Masked Form）及雙彎刀（Rider Form），基本色是藍色，第22集登場。
本假面騎士能最大程度活化加賀美新的身體能力。

#### 變身模式
| 型態名稱             | 簡介 | 外觀                                                             | 能力                                              | 必殺技 |
| Masked Form 假面形態 | 劇中的主要形態之一，使用Gatack Zecter變身的形態。 身高：181cm 體重：134kg 拳擊力：24t 腳踢力：27t 跳躍力：一跳達60m 行動速度：100m需時5.7秒                                     | 以鍬形蟲蛹為原型，有複眼，以銀色和藍色為主。                     | Cast Off後轉至Rider Form。 可籍肩上炮作遠距攻擊。 | - |
| Rider Form 騎士形態  | 劇中的主要形態之一，Masked Form進行Cast Off後變成的形態。 身高：187cm 體重：86kg 拳擊力：5t 腳踢力：8t 跳躍力：一跳達80m 行動速度：100m需時3.6秒（通常時間時）                  | 鍬形蟲角升起，擁有複眼。全身以藍色和黑色為主。                   | 可以使用Clock Up。                                | - 必殺技1 Rider Kick 所屬的騎士踢。在腰帶上的Zecter上按下某個按鍵三次，Zecter會回覆「One， Two， Three」的語音，然後把角推回原型後再把角推回至另一旁，最後就可以宣告「Rider Kick」，在Zecter讀出「Rider Kick」的同時，會類似充電一樣讓電流（能量）由腰帶傳輸到Gatack的角，並且眼睛發光，再傳輸到右腳。然後踢出飛踢（Flying Side Kick）。 - 必殺技2 Rider Cutting 武器必殺技。把雙彎刀合成一把大剪刀，就可以宣告Rider Cutting（Zecter不會複誦），並能作出攻擊。 |
| Hyper Form 超越形態  | 只在Hyper Battle DVD登場 使用Hyper Zecter進行Hyper Cast Off後變成的形態。 身高：192cm 體重：90kg 拳擊力：20t 腳踢力：31t 跳躍力：一跳達370m 行動速度：100m需時3秒（通常時間時） | 頭上鍬形蟲角變大，胸前裝甲變得更具科幻感。全身以藍色和銀色為主。 | 可以使用Hyper Clock Up。                          | Hyper Kick 所屬的騎士踢。Hyper Clock Up再「Maximum Rider Power」後Rider Kick就踢出飛踢（Flying Side Kick）。 |

#### 道具
雙彎刀，將雙彎刀連結後可使出Gatack武器必殺技 Rider Cutting。

#### 專用電單車
Gatack Extender
原型車種：ホンダXR250 モタード。
車身可以展開成為貌似鍬形蟲的巨形飛行座架（Ex Mode）。
| 形態名稱    | 簡介                                                              | 外觀 | 能力及備註                            |
| Masked Mode | 全長：2100mm 全高：1350mm 全幅：770mm 速度：410km/h               |      |                                       |
| Ex Mode     | 全長：3230㎜ 全高：610㎜ 全幅：1850㎜ 速度：700km/h（通常時間時） |      | Masked Mode進行Cast Off後變成的形態。 |

### 假面騎士 踢蝗
假面騎士 KickHopper（仮面ライダーキックホッパー，Maskèd Rider KickHopper）。
新登場的矢車 想，帶著新的 Kick&PunchHopper Zecter 與仇恨登場。由於恨意与堕落的原因，矢車常以「真是羨慕你啊、你在笑我麼？」等語詞來表達自己自被TheBee拋棄以後是不被世人接納的。
合資格者：被ZECT捨棄的人，合資格者是矢車 想，第六個登場的假面騎士。
代表昆蟲是蚱蜢，基本顏色是綠色，第33集登場。

#### 變身模式
| 型態名稱            | 簡介 | 外觀                           | 能力                             | 必殺技 |
| Rider Form 騎士形態 | 原文： 第33話登場。劇中的主要形態，根據騎士試作型腰帶所認定的合資格者而跳來的KickHopper Zecter進行變身的形態。 身高：191cm 體重：90kg 拳擊力：約18t 踢擊力：約38t 跳躍力：一跳達400m 行動速度：100m需時3秒（通常時間時） | 代表昆蟲是蚱蜢，基本顏色是綠色 | 可以使用Clock Up。(劇中沒有使用) | Rider Kick 戰力超出Kabuto與Gatack的Rider Kick。藉由Rider Jump 跳躍之高處啟動可以連環使用的Rider Kick給予敵人重擊。踢中敵人腳上的裝備即注入破壞原子的粒子強化破壞的力量，當裝備縮回將給予變身者反彈力進行二度跳躍以至可以進行多次攻擊。破壞力達20t。 |

#### Zecter
Hopper Zecter （ホッパーゼクター）
具有自我意識的生化蝗蟲，藉由其腳部的特性與噴射裝置。
進行950km/hr的跳躍速度跳躍至變身者身邊。
Hopper是假面騎士系統的試作型，在剧中没使用Clock Up，但设定上可以使用Clock Up。
由於被ZECT捨棄，所以會找被捨棄的人作變身者。

### 假面騎士 拳蝗
假面騎士 PunchHopper（仮面ライダーパンチホッパー，Maskèd Rider PunchHopper）。
影山瞬，被ZECT踢出，遭ZECT&宇蟲圍剿；奄奄一息之時被矢車 想救走了，隨後即接收了矢車 想給他的PunchHopper Zecter，成為地獄兄弟的PunchHopper，第七個登場的假面騎士。
代表昆蟲是蚱蜢，基本顏色是棕色，第35-48話登場。

#### 變身模式
| 型態名稱            | 簡介 | 外觀                           | 能力                             | 必殺技 |
| Rider Form 騎士形態 | 原文： 第35話登場。劇中的主要形態，根據騎士試作型腰帶所認定的合資格者而跳來的PunchHopper Zecter進行變身的形態。 身高：186cm 體重：84kg 拳擊力：約32t 踢擊力：約20t 跳躍力：一跳達410m 行動速度：100m需時4秒（通常時間時） | 代表昆蟲是蚱蜢，基本顏色是棕色 | 可以使用Clock Up。(劇中沒有使用) | Rider Punch 影山 瞬按壓Rider Jump開關，藉由Rider Jump 跳躍至高處以右手的Rider Punch自高處墜落給予敵人重擊。擊中敵人身體即注入破壞原子的粒子強化破壞的力量。破壞力達19t。 |

#### Zecter
Hopper Zecter （ホッパーゼクター）
具有自我意識的生化蝗蟲，藉由其腳部的特性與噴射裝置。
進行950km/hr的跳躍速度跳躍至變身者身邊。
Hopper是假面騎士系統的試作型，在剧中没使用Clock Up，但设定上可以使用Clock Up。
由於被ZECT捨棄，所以會找被捨棄的人作變身者。

### 假面騎士 暗黑甲鬥王
假面騎士 Dark Kabuto（Maskèd Rider Dark Kabuto）。
根據DVD第10卷特典指設定原本是Kabuto的試作型：假面騎士第0號。
代表昆蟲是獨角仙，基本顏色是黑色，第39集登場。

#### 變身模式
| 型態名稱             | 簡介 | 外觀                                                       | 能力 | 必殺技 |
| Masked Form 假面形態 | 劇中的主要形態之一，使用Dark Kabuto Zecter變身的形態。 身高：185cm 體重：156kg 拳擊力：14t 腳踢力：20t 跳躍力：一跳達30m 行動速度：100m需時11秒                | 以獨角仙蛹為原型，沒有複眼，副眼是黃色，以銀色和紅色為主。 | 標準攜行武器為Kabuto Kunai Gun，能因應狀態變化為三個型態（槍模式、斧模式和短劍模式）來加以使用。 Cast Off後轉至Rider Form。 | - |
| Rider Form 騎士形態  | 劇中的主要形態之一，Masked Form進行Cast Off後變成的形態。 身高：191cm 體重：90kg 拳擊力：3.5t 腳踢力：8t 跳躍力：一跳達50m 行動速度：100m需時5秒（通常時間時） | 獨角升起，擁有黃色複眼。全身以紅色和黑色為主。             | 可以使用Clock Up。 | Rider Kick 所屬的騎士踢。與Kabuto的高迴旋踢（Roundhouse Kick）不同，是和歷代騎士一樣的飛踢（Flying Side Kick），但實際上當能量傳到腳後能夠以不同方式使用。在腰帶上的Zecter上按下三個按鍵，Zecter會回覆「One, Two, Three」的語音，然後把角推回原型後再把角推回至另一旁，最後宣告「Rider Kick」，在Zecter複誦的同時，會類似充電一樣讓電流（能量）由腰帶傳輸到Dark Kabuto的角，並且發光眼睛，再傳輸到右腳。接著，就可以作出攻擊。 |

#### 道具
Kabuto Kunai Gun
有Zecter啟動的槍、短劍、斧頭。性能跟Kabuto的一樣。

## 登場怪人

### 異蟲
從掉落至涉谷的隕石也隨之帶來的不明宇宙生物。與地球上的昆蟲、甲殼類動物有著相似的外觀與特性。具有高度的智慧與下述的特殊能力•形態，並擬態成人類活動於城市中，不斷殺害人類並繁殖，造成人們的恐慌。
異蟲基本上沒有固定的組織，而是以個體為主採取獨立行動，混跡於人類社會之中進行殺戮。不過其中也有為了異蟲全體的繁榮為目標，集結多數異蟲採取集團行動的存在。

#### 形態
蛹體
第一形態。能被一般武器給擊倒。基本上分為外表是綠色（化為成蟲體前會變成茶色）的通常種，和外表為白色、外殼也更堅固且能發動Clock Up，但數量稀少的變異種。有著能將ZECT Trooper一擊打倒的威力。脫皮時會發出384克耳文（110.85℃）以上的熱度和一定程度的重力變動。
在本作中的地位有些類似過去系列中的戰鬥員。
成蟲體
蛹體脫皮後的第二形態。有著與蛹體不同的各式顏色與外型。在戰鬥時會喚來蛹體群跟隨。有些可吐出酸、毒霧或是能量攻擊，或是有著能彈開飛行道具的觸手等。在一定程度後會發動Clock Up來襲擊、玩弄對手。由於外殼更加堅固的緣故，絕大多數都是以巨化的雙腕來進行格鬥戰，只有少數會使用武器來進行戰鬥。

#### 能力
擬態（分身）能力
將外型變化為人類的能力。包括衣服、所有物和記憶都能完美呈現。也是異蟲用來取代人類的方式。
可以憑自己的意思隨意變更人類或異蟲的形態，多半可以表演出被擬態者的個性，但其中仍會參雜異蟲本身的性格。不過也有擬態時發生意外，反而認為自己是人類而非異蟲的案例存在（如神代劍）。
在受到重創後就無法維持擬態而會變回異蟲。劇中後期由ZECT開發出的反異蟲彈煙霧也能在吸入後讓異蟲解除擬態。
超高速移動（Clock Up）能力
脫皮後的成蟲體才能使用的能力。在Clock Up狀態下無法用肉眼確認其行動，在不使用ZECT所開發的假面騎士系統的情況下要將其打倒是非常困難的。

### 原蟲
35年前，也就是在涉谷隕石事件之前隨著隕石來到地球的另一種異蟲。與涉谷隕石中的異蟲是處於敵對的關係，和異蟲同樣擁有擬態成人類取而代之的能力。
在到達地球後，因預料到異蟲必定也會跟著到來，於是和人類接觸，為了保護各自的族群而聯手，創立了ZECT。提供了自身的身體構造而開發出了假面騎士系統，並立下使用此系統的人類要保護原蟲的契約。
內部分為想和人類共存，和以高層的根岸為主、意圖取代人類來支配地球的兩派，後者從來到地球、建立ZECT後就一直暗中謀劃此事。ZECT能實際運作後就未再公開出現，而是擬態成人類在ZECT中研究與開發對異蟲的武器，發明瞭探測項鍊，但真正的目的是想把所有佩戴者改造成異蟲或原蟲，從而統治世界。

## 演員表
| 角色       | 演員       | 港配   | 台配   |
| 天道總司   | 水嶋斐呂   | 李致林 | 陳宏瑋 |
| 加賀美新   | 佐藤祐基   | 曹啟謙 | 李世揚 |
| 日下部日和 | 里中唯     | 程文意 | 劉如蘋 |
| 岬祐月     | 永田杏奈   | 許盈   | 姚敏敏 |
| 矢車想     | 德山秀典   | 梁偉德 | 宋克軍 |
| 影山瞬     | 內山真人   | 張裕東 | 陳宏瑋 |
| 天道樹花   | 奧村夏未   | 鄭麗麗 | 姚敏敏 |
| 神代劍     | 山本裕典   | 黃榮璋 | 宋克軍 |
| 管家爺爺   | 梅野泰靖   | 黃子敬 | 李世揚 |
| 竹宮弓子   | 西牟田惠   | 黃麗芳 |        |
| 田所修一   | 山口祥行   | 梁志達 | 宋克軍 |
| 加賀美陸   | 本田博太郎 | 張炳強 | 陳宏瑋 |
| 高鳥蓮華   | 手嶋ゆか   | 梁少霞 |        |
| 三島正人   | 弓削智久   | 李錦綸 |        |
| 間宮麗奈   | 三輪ひとみ | 林芷筠 | 劉如蘋 |
| 風間大介   | 加藤和樹   | 黃啟昌 | 李世揚 |
| 高山百合子 | 神崎愛瑠   | 楊善諭 |        |
| 乃木治     | 坂口拓     | 伍博民 |        |
| 根岸       | 小林正寬   | 雷霆   |        |

動作演員
- 高岩成二（假面騎士Kabuto）
- 伊藤慎（假面騎士Thebee、假面騎士Gatack）
- 押川善文（假面騎士Drake）
- 渡辺淳（日语：渡辺淳）（假面騎士Sasword）
- 大岩永徳（日语：大岩永徳）（假面騎士KickHopper）
- 永瀨尚希（日语：永瀬尚希）（假面騎士PunchHopper）

## 播放列表
以下時間以當地時間（日本時間）為準：
| 日本首播   | 香港首播台灣首播     | 集數        | 標題漢譯               | 登場異蟲 | 編劇     | 導演       |
| ---------- | -------------------- | ----------- | ---------------------- | --- | -------- | ---------- |
| 2006/01/29 | 2008/12/062009/01/05 | 1           | 最強男最強的男人       | - サナギ体 - アラクネアワーム ルボア - アラクネアワーム フラバス - アラクネアワーム ニグリティア                            | 米村正二 | 石田秀範   |
| 2006/02/05 | 2008/12/132009/01/06 | 2           | 初2段変身初2段變身     | - サナギ体 - アラクネアワーム フラバス - アラクネアワーム ニグリティア                                                      | 米村正二 | 石田秀範   |
| 2006/02/12 | 2008/12/202009/01/07 | 3           | 俺が正義!!我是正義的!! | - サナギ体 - ランピリスワーム - ベルクリケタスワーム                                                                        | 米村正二 | 田村直己   |
| 2006/02/19 | 2008/12/272009/01/08 | 4           | 愛を説く!!說明愛情!!   | - サナギ体 - ベルクリケタスワーム                                                                                           | 米村正二 | 田村直己   |
| 2006/02/26 | 2009/01/032009/01/09 | 5           | 捕獲指令!!             | - サナギ体 - エビラクナワーム                                                                                               | 米村正二 | 長石多可男 |
| 2006/03/05 | 2009/01/102009/01/12 | 6           | オレ様の花我的花朵     | - サナギ体 - プレクスワーム                                                                                                 | 米村正二 | 長石多可男 |
| 2006/03/12 | 2009/01/172009/01/13 | 7           | 2号新登場2號新登場     | - サナギ体 - ベルバーワーム - ベルバーワーム ロタ                                                                           | 米村正二 | 石田秀範   |
| 2006/03/19 | 2009/01/242009/01/14 | 8           | 怒れる豆腐被激怒的豆腐 | - ベルーワーム | 米村正二 | 石田秀範   |
| 2006/03/26 | 2009/01/312009/01/15 | 9           | 蜂の乱心!!蜜蜂的失常!! | - サナギ体 - コレオプテラワーム アエネウス - コレオプテラワーム クロセウス - コレオプテラワーム アージェンタム              | 米村正二 | 田村直己   |
| 2006/04/02 | 2009/02/072009/01/16 | 10          | 友じゃねぇ不是朋友     | - サナギ体 - コレオプテラワーム クロセウス - コレオプテラワーム アージェンタム                                              | 米村正二 | 田村直己   |
| 2006/04/09 | 2009/02/142009/01/19 | 11          | 合コン燃ゆ派對燃燒     | - サナギ体 - ミュスカワーム                                                                                                 | 井上敏樹 | 田﨑竜太   |
| 2006/04/16 | 2009/02/212009/01/20 | 12          | 化粧千人斬化妝千人斬   | - サナギ体 - ミュスカワーム                                                                                                 | 井上敏樹 | 田﨑竜太   |
| 2006/04/23 | 2009/02/282009/01/21 | 13          | チーム解散隊伍解散     | - サナギ体 - セクティオワーム - セクティオワーム アクエレ                                                                   | 米村正二 | 長石多可男 |
| 2006/04/30 | 2009/03/072009/01/22 | 14          | 裏の裏の裏兩倍的背後   | - サナギ体 - サナギ体（変種）                                                                                               | 米村正二 | 長石多可男 |
| 2006/05/07 | 2009/03/142009/01/23 | 15          | 怪人名医!?怪人名醫!?   | - フォルミカアルビュスワーム                                                                                                | 井上敏樹 | 鈴村展弘   |
| 2006/05/14 | 2009/03/212009/01/26 | 16          | まさかの嵐不可能的暴風 | - フォルミカアルビュスワーム - フォルミカアルビュスワーム オキュルス - フォルミカアルビュスワーム マキシラ                  | 井上敏樹 | 鈴村展弘   |
| 2006/05/21 | 2009/03/282009/01/27 | 17          | 甦る記憶!!甦醒的記憶!! | - ビエラワーム | 井上敏樹 | 田﨑竜太   |
| 2006/05/28 | 2009/04/042009/01/28 | 18          | さらばゴン             | - ビエラワーム | 井上敏樹 | 田﨑竜太   |
| 2006/06/04 | 2009/04/112009/01/29 | 19          | さそり富豪天蠍富豪     | - サナギ体 - セパルチュラワーム - スコルピオワーム                                                                          | 井上敏樹 | 長石多可男 |
| 2006/06/11 | 2009/04/182009/01/30 | 20          | ねぇじいや             | - サナギ体 - セパルチュラワーム - スコルピオワーム                                                                          | 井上敏樹 | 長石多可男 |
| 2006/06/25 | 2009/04/252009/02/02 | 21          | VSクワガタ對決鍬形蟲   | - サナギ体 - プラキペルマワーム オーランタム - プラキペルマワーム ビリディス                                                | 米村正二 | 田﨑竜太   |
| 2006/07/09 | 2009/05/022009/02/03 | 22          | 誕生特別編誕生特別篇   | - サナギ体 - プラキペルマワーム オーランタム - プラキペルマワーム ビリディス - タランテスワーム パープラ - スコルピオワーム | 米村正二 | 田﨑竜太   |
| 2006/07/16 | 2009/05/092009/02/04 | 23          | 謎+謎=X                | - サナギ体 - ジオフィリドワーム                                                                                             | 米村正二 | 田村直己   |
| 2006/07/23 | 2009/05/162009/02/05 | 24          | ラーメン道拉麵道       | - サナギ体 - ジオフィリドワーム                                                                                             | 米村正二 | 田村直己   |
| 2006/07/30 | 2009/05/232009/02/06 | 25          | 驕る捜査線驕傲搜查線   | - サナギ体 - ジェノミアスワーム - ウカワーム                                                                                | 米村正二 | 長石多可男 |
| 2006/08/06 | 2009/05/302009/02/09 | 26          | 激震する愛             | - サナギ体 - ジェノミアスワーム - ウカワーム                                                                                | 米村正二 | 長石多可男 |
| 2006/08/13 | 2009/06/062009/02/10 | 27          | 俺!?殺人犯我是殺人犯!? | - サナギ体 - アキャリナワーム                                                                                               | 井上敏樹 | 田﨑竜太   |
| 2006/08/20 | 2009/06/132009/02/11 | 28          | なぜ!?絶命怎會!?絕命   | - サナギ体 - アキャリナワーム アンバー                                                                                      | 井上敏樹 | 田﨑竜太   |
| 2006/08/27 | 2009/06/202009/02/12 | 29          | 闇キッチン暗黑的廚房   | - サナギ体 - スコルピオワーム                                                                                               | 井上敏樹 | 石田秀範   |
| 2006/09/03 | 2009/06/272009/02/13 | 30          | 味噌汁昇天味噌湯昇天   | - サナギ体 - キュレックスワーム - スコルピオワーム                                                                          | 井上敏樹 | 石田秀範   |
| 2006/09/10 | 2009/07/042009/02/16 | 31          | 衝撃の事実衝擊的事實   | - サナギ体 - スコルピオワーム - フォリアタスワーム - ウカワーム - シシーラワーム                                            | 米村正二 | 長石多可男 |
| 2006/09/17 | 2009/07/112009/02/17 | 32          | 解ける謎!!解開的謎!!   | - サナギ体 - シシーラワーム - ウカワーム - フォリアタスワーム                                                               | 米村正二 | 長石多可男 |
| 2006/09/24 | 2009/07/182009/02/18 | 33          | 萌える副官迷人的副手   | - サナギ体 - ウカワーム - キャマラスワーム                                                                                  | 米村正二 | 田崎竜太   |
| 2006/10/01 | 2009/07/252009/02/19 | 34          | 砕け超進化突破超進化   | - サナギ体 - ウカワーム - キャマラスワーム                                                                                  | 米村正二 | 田崎竜太   |
| 2006/10/08 | 2009/08/012009/02/20 | 35          | 地獄の兄弟地獄兄弟     | - サナギ体 - サナギ体（ネイティブ） - コキリアワーム                                                                        | 米村正二 | 石田秀範   |
| 2006/10/15 | 2009/08/082009/02/23 | 36          | 赤い靴暴走紅鞋暴走     | - サナギ体 - サナギ体（ネイティブ） - ウカワーム - コキリアワーム                                                           | 米村正二 | 石田秀範   |
| 2006/10/22 | 2009/08/152009/02/24 | 37          | 学校の怪談學校怪談     | - サナギ体 - レプトーフィスワーム                                                                                           | 米村正二 | 長石多可男 |
| 2006/10/29 | 2009/08/222009/02/25 | 38          | あぶない妹危險的妹妹   | - サナギ体 - レプトーフィスワーム                                                                                           | 米村正二 | 長石多可男 |
| 2006/11/05 | 2009/08/292009/02/26 | 39          | 強敵黒カブ強敵黑獨角   | - サナギ体 - ウカワーム - サブストワーム                                                                                    | 井上敏樹 | 田﨑竜太   |
| 2006/11/12 | 2009/09/052009/02/27 | 40          | 最大の哀戦最大的哀戰   | - サナギ体 - ウカワーム - サブストワーム                                                                                    | 井上敏樹 | 田﨑竜太   |
| 2006/11/19 | 2009/09/122009/03/02 | 41          | 敗れる最強最強者敗北   | - サナギ体 - サナギ体（ネイティブ） - カッシスワーム ディミディウス                                                         | 米村正二 | 石田秀範   |
| 2006/11/26 | 2009/09/192009/03/03 | 42          | 最凶VS.最恐最凶對最恐  | - サナギ体 - カッシスワーム ディミディウス - カッシスワーム グラディウス                                                    | 米村正二 | 石田秀範   |
| 2006/12/03 | 2009/09/262009/03/04 | 43          | 俺を狙う俺我們狙擊的   | - サナギ体 - カッシスワーム グラディウス - シシーラワーム                                                                   | 米村正二 | 柴崎貴行   |
| 2006/12/10 | 2009/10/032009/03/05 | 44          | 生きるとは活著是為何   | - サナギ体 - カッシスワーム グラディウス - シシーラワーム                                                                   | 米村正二 | 柴崎貴行   |
| 2006/12/17 | 2009/10/102009/03/06 | 45          | Xマス激震聖誕節強震    | - サナギ体 - カッシスワーム クリペウス - スコルピオワーム                                                                   | 井上敏樹 | 長石多可男 |
| 2006/12/24 | 2009/10/172009/03/09 | 46          | さらば剣!!永別了劍!!   | - サナギ体 - カッシスワーム クリペウス - スコルピオワーム                                                                   | 井上敏樹 | 長石多可男 |
| 2007/01/07 | 2009/10/242009/03/10 | 47          | 最終章突入             | - サナギ体 | 米村正二 | 石田秀範   |
| 2007/01/14 | 2009/10/312009/03/11 | 48          | 天道死す!!天道死去!!   | - サナギ体 - サナギ体（ネイティブ） - グリラスワーム                                                                        | 米村正二 | 石田秀範   |
| 2007/01/21 | 2009/11/072009/03/12 | 49（FINAL） | 天の道天之道           | - サナギ体（ネイティブ） - グリラスワーム                                                                                   | 米村正二 | 石田秀範   |

## 製作團隊
- 原作：石之森章太郎
- 監製：小野寺章（石森プロ）
- 發行：梶淳（朝日電視台）/ 白倉伸一郎（日语：白倉伸一郎）、武部直美（日语：武部直美）（東映）
- 監督：石田秀範（日语：石田秀範）、田村直己、長石多可男（日语：長石多可男）、田崎竜太（日语：田崎竜太）、鈴村展弘（日语：鈴村展弘）
- 編劇：米村正二、井上敏樹
- 音樂：蓜島邦明（日语：蓜島邦明）
- 動作監督：宮崎剛（日语：宮崎剛 (俳優)）（JAE）
- 特撮監督：佛田洋（日语：佛田洋）
- 攝影：いのくままさお（日语：いのくままさお）、倉田幸治
- タイトルバック（演出）：田崎龍太（日语：田崎竜太）
- クリーチャーデザイン　：韮澤靖
- 異蟲設計：唐橋充（日语：唐橋充）
- 編集：長田直樹
- 制作協助：石森プロダクション
- 製作：tv asahi、ADK、東映

## 音樂

### 主題歌
- 『Next Level』

作詞：藤林聖子 作曲、編曲：渡部チェル　歌：YU-KI（TRF）
- 『天道』（香港版）

作詞：張美賢 作曲：渡部チェル 歌：鄭融

### 插入歌
- 『Full Force』（Episode 2 - ）

作詞：藤林聖子　作曲：nishi-ken　編曲：RIDER CHIPS、渡部チェル 歌：RIDER CHIPS
- 『うきうきバースデイ』（Episode 22）

作詞：森由里子 作曲：いけたけし 歌：影山瞬（内山眞人）
- 『Lord Of The Speed』（Episode 33 - ）

作詞：藤林聖子 作曲：渡部チェル 編曲：RIDER CHIPS、渡部チェル 歌：RIDER CHIPS featuring 加賀美新（佐藤祐基）
插入歌在本作与『假面騎士顎門』、『假面騎士龍騎』、『假面騎士555』、『假面騎士劍』一樣，作為戰鬥曲在戰鬥中插入而非作为片尾曲。

## 其他相關媒體
劇場版
- 《劇場版 假面騎士KABUTO God Speed Love》(2006年8月5日上映)

電視影集
- 《假面騎士ZI-O》

第37-38話，加賀美新/假面騎士Gatack、矢車想/假面騎士KickHopper、影山瞬/假面騎士PunchHopper登場。

## 獎項
- 2009年：由歌手鄭融演唱之香港區粵語版片頭曲《天道》曾於「新城勁爆兒歌頒獎禮2008」內奪得「新城勁爆兒歌」獎
- 2009年：由歌手鄭融演唱之香港區粵語版片頭曲《天道》曾於「動畫歌曲音樂會之2009十大兒歌金曲頒獎禮」內奪得「十大兒歌金曲」獎

## 超級英雄時間關連項目
- 《轟轟戰隊冒險者》

## 海外播放

### 香港
香港無綫翡翠台曾於2008年12月6日至2009年11月7日期間每週六中午12時30分（5月16日起改為上午11時30分）首播粵語配音版，設有提供中文字幕。
| 香港 無綫電視翡翠台 星期六 12:30  | 香港 無綫電視翡翠台 星期六 12:30 | 香港 無綫電視翡翠台 星期六 12:30 |
| --------------------------------- | -------------------------------- | -------------------------------- |
|                                   | (2008年12月6日 - 2009年5月9日)   |                                  |
| (2007年11月24日 - 2008年11月29日) | 花旗筋肉大格鬥                   |                                  |
| 香港 無綫電視翡翠台 星期六 11:30  |                                  |                                  |
| Keroro軍曹                        | (2009年5月16日 - 2009年11月7日)  | (2009年11月14日 - 2010年11月6日) |

### 台灣
台灣卡通頻道曾於2009年1月5日至同年3月12日期間每週一至五下午5時30分首播國語配音版。

## 外部連結
- 仮面ライダーカブト | 仮面ライダーWEB【公式】 （页面存档备份，存于）